# Kossuth György
Udvardi és kossuthfalvi Kossuth György (Kossuth, 1776. május 12. – Kossuth, 1849. július 31.) Kossuth Lajos nagybátyja, a szlovák kulturális és politikai élet kiemelkedő alakja, földbirtokos, agronómus.

## Élete
Szülei Kossuth Pál (1738–1791) Turóc vármegyei táblabíró és beniczi és micsinyei Beniczky Zsuzsanna (1737–?), Beniczky Péter és tótprónai és blathniczai Prónay Éva lánya, voltak.
Kossuth György mint földbirtokos, elsősorban birtokai korszerűsítésével foglalkozott, sok új technológiát és módszert vezetett be a birtokain. Gyakran írt emellett a korabeli sajtóba és a szlovák nemzeti élet fontos alakja volt. 1842-ben a turóci nemesség élére állva, aláírásokat gyűjtött Stúr Lajos mozgalmának megsegítésére. Ő szervezte a szlovák nemzeti újság kiadására kezdeményezett aláírásgyűjtést is. Anyagilag támogatta a Tatrín egyesületet és azokat a szlovák diákokat, akik Stúr leváltása után 1844-ben tiltakozásuk jeleként elhagyták Pozsonyt és Lőcsére mentek. Stúron kívül Ján Kollárral és Fejérpataky Gáspárral tartott fenn kapcsolatot, elsősorban levelezés útján. Verseikben Janko Kráľ és Janko Matúška is megénekelték Kossuth egyéniségét.
Szlovák adatok szerint, Kossuth György, a nemesi kiváltságok védelmezőjeként igen haragudott unokaöccsére, Kossuth Lajosra, mondván, hogy jobb lett volna, ha gyermekkorában, amikor náluk nyaralt, inkább belefulladt volna a kerti tóba.